# Rassegna di studi etiopici
La Rassegna di studi etiopici est une revue scientifique internationale consacrée à l'Éthiopie, publiée en Italie.

## Histoire
La revue est fondée en 1941 par Carlo Conti Rossini qui l'a dirigée jusqu'à sa mort. Elle est alors soutenue par le ministero dell'Africa italiana et la Reale Accademia d'Italia. La revue est ensuite dirigée par Martino Mario Moreno (it) de 1950 à 1963, éditée par l'Istituto per l’Oriente (it) de Rome.
De 1963 à 2003, la revue est dirigée par Lanfranco Ricci, éditée toujours par l'Istituto per l'Oriente, auquel se joint l'université de Naples - L'Orientale en 1983. En 2011, après la démission de Ricci et une interruption de huit ans, la publication reprend avec un numéro par an, dirigée par Paolo Marrassini sous les auspices de la seule université de Naples.
La revue a fréquemment connu des difficultés financières qui ont perturbé sa publication. Elle a ainsi connu un seul numéro pour les années 1944-45, 1955-58, 1967-68, 1969-70, 1973-1977, 1978-79, 1980-81, 1982-83. Le numéro de 1996 (no 40) n'a jamais été publié.
De 1941 à 1999, sont publiés les numéros 1 à 43. En 2002, la numérotation de la revue recommence à 1, avec une nouvelle série et deux numéros.